# Сподній Дуплек
Сподній Дуплек (словен. Spodnji Duplek) — поселення в общині Дуплек, Подравський регіон‎, Словенія.